# Жужелица садовая
Жужелица садовая (лат. Carabus hortensis) — вид жуков-жужелиц из подсемейства настоящих жужелиц. Распространён в Европе, России и на Кавказе. Обычен на Ближнем Востоке. Тело имеет сине-чёрную окраску. Питаются мелкими беспозвоночными. Длина тела имаго 22—30 мм. Жуков можно найти с апреля по октябрь. Они ведут ночной образ жизни и едят насекомых, улиток и свежую падаль.